# Massaker von Kamenez-Podolsk
Beim Massaker von Kamenez-Podolsk ermordeten Angehörige des deutschen Polizeibataillons 320 und Mitglieder eines „Sonderaktionsstabes“ des Höheren SS- und Polizeiführers (HSSPF) Russland-Süd, SS-Obergruppenführer Friedrich Jeckeln, Ende August 1941 in der Nähe der westukrainischen Stadt Kamenez-Podolsk rund 23.600 Juden. Zuvor hatte das mit dem nationalsozialistischen Deutschen Reich verbündete Ungarn einen Großteil der Opfer in das nach dem Überfall auf die Sowjetunion von der Wehrmacht eroberte sowjetische Staatsgebiet deportiert. Das Massaker war die bis dahin größte Mordaktion des Holocaust. Es fand gut einen Monat vor den Massenerschießungen von Babyn Jar bei Kiew statt und gilt als ein entscheidender Schritt von der selektiven Mordpolitik zur angestrebten vollständigen Auslöschung des Judentums.

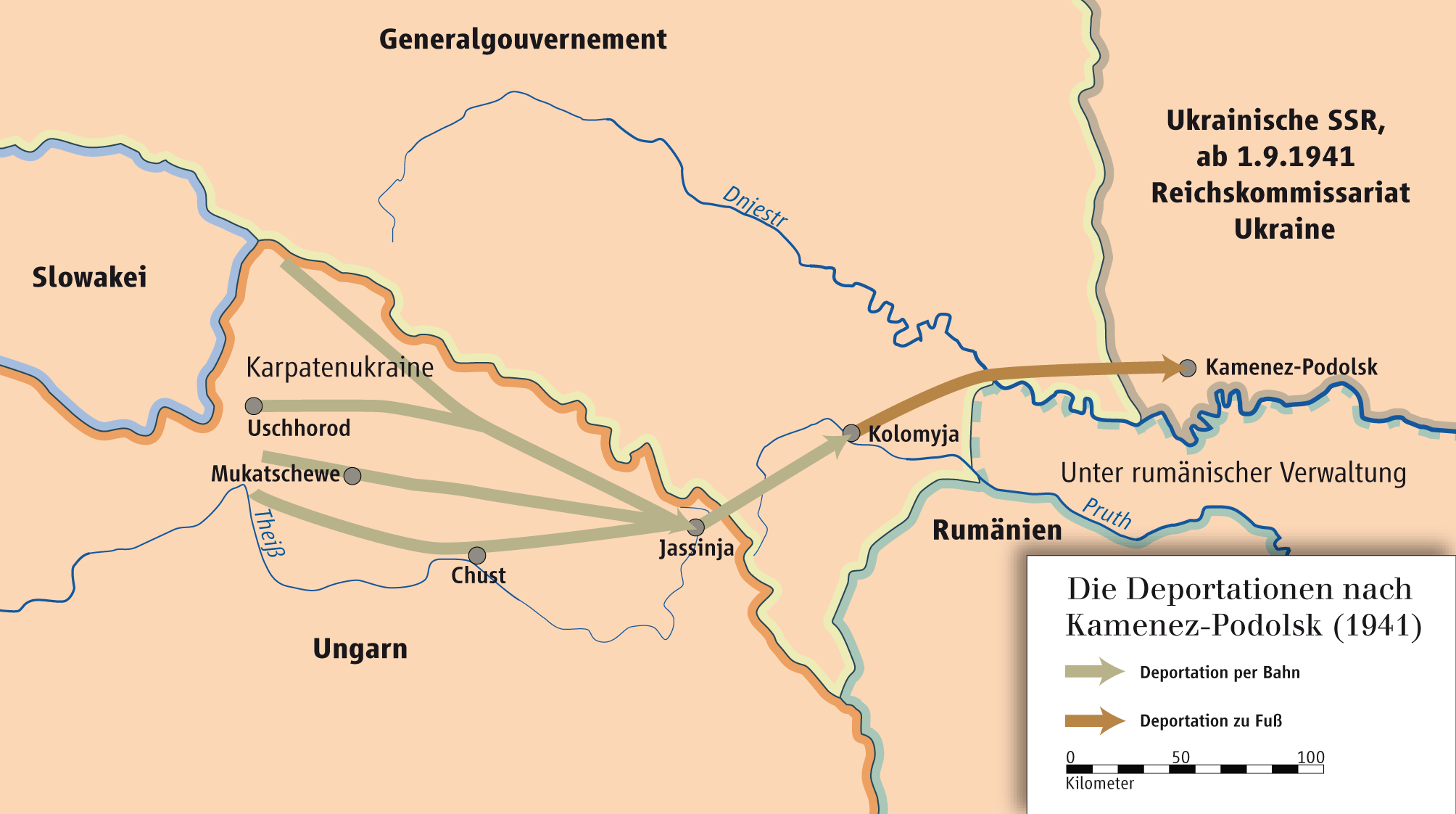
Karte zu den Deportationen von Juden aus Ungarn nach Kamenez-Podolsk (Juli/August 1941)

## Kontext

### Antisemitismus im expandierenden Ungarn
Die ungarischen Regierungen unter Béla Imrédy und Pál Teleki erließen ab 1938 eine Reihe sogenannter Judengesetze und verschärften auf diese Weise den auch in Ungarn verbreiteten Antisemitismus der Zwischenkriegszeit. Diese auf rassistischen Annahmen basierenden gesetzlichen Bestimmungen schränkten die wirtschaftlichen und beruflichen Freiheiten sowie das Wahlrecht der Juden ein. Zugleich stellten diese Gesetze die ungarische Staatsbürgerschaft Tausender ungarischer Juden in Frage. Im April 1941 verabschiedete das ungarische Parlament schließlich ein Gesetz, das Eheschließungen und außerehelichen Geschlechtsverkehr zwischen Nicht-Juden und Juden verbot – es trat im August 1941 in Kraft.
Da es Ungarn gelang, die 1920 im Vertrag von Trianon festgelegte territoriale Nachkriegsordnung zu revidieren, betraf die Diskriminierung immer mehr Menschen. Unterstützt durch das Deutsche Reich und das faschistische Italien erreichte die ungarische Außenpolitik Anfang November 1938 mit dem Ersten Wiener Schiedsspruch zunächst, dass Gebiete mit ungarischer Bevölkerungsmehrheit in der Südslowakei sowie in der westlichen Karpatenukraine (Karpato-Ruthenien) von der Tschechoslowakei abgetrennt und Ungarn zugesprochen wurden. Rund 67.000 Juden lebten in diesen Gebieten. Weitere rund 78.000 Juden gerieten unter ungarische Herrschaft, nachdem ungarische Truppen im März 1939 nach der sogenannten Zerschlagung der Rest-Tschechei mit Billigung Adolf Hitlers die bis 1918 zu Österreich-Ungarn gehörenden Teile der Karpatenukraine besetzten. Der Zweite Wiener Schiedsspruch vom 30. August 1940 zwang schließlich Rumänien, das nördliche Siebenbürgen, wo etwa 164.000 Juden lebten, an Ungarn abzutreten.
Zudem flohen zwischen 1939 und 1941 10.000 bis 20.000 beziehungsweise 15.000 bis 35.000 Juden aus Deutschland, Österreich, den vormaligen tschechischen Gebieten und aus Polen nach Ungarn. Einige dieser Flüchtlinge hatten durch die Behörden das Aufenthaltsrecht erhalten, weitere galten offiziell als Transitflüchtlinge auf dem Weg nach Palästina. Etliche Flüchtlinge verbargen ihre Identität durch falsche Papiere, andere wiederum wurden in Internierungslagern der ungarischen Fremdenpolizei – der Nationalen Zentralbehörde zur Überwachung von Ausländern (Külföldieket Ellenőrző Országos Központi Hatóság, KEOKH) – festgehalten. Obgleich die Anzahl dieser jüdischen Flüchtlinge kaum ins Gewicht fiel, verstärkte sie die antisemitischen Tendenzen innerhalb des ungarischen Verwaltungsapparates. 1941 lebten gemäß einer Volkszählung insgesamt rund 825.000 Juden in Ungarn.

### Deportation „fremder“ Juden
Am 20. November 1940 war Ungarn dem Dreimächtepakt beigetreten. Bereits im April 1941 hatte es sich als Bündnispartner des Deutschen Reiches am Balkanfeldzug beteiligt; im Juni 1941 nahm Ungarn schließlich an der Seite Deutschlands am Überfall auf die Sowjetunion teil. Drei ungarische Divisionen beteiligten sich an der Eroberung von Gebieten der Ukrainischen Sozialistischen Sowjetrepublik. Ungarische Truppen verfügten durch diesen Vormarsch zeitweilig über die militärische Hoheitsgewalt in einem beträchtlichen ukrainischen Gebiet nordöstlich Ungarns.
In dieser Situation planten Ödön Martinidesz und Árkád Kiss, zwei antisemitische KEOKH-Führungskräfte, unerwünschte, „fremde“ Juden in den neuen, „befreiten“ Gebieten anzusiedeln. Miklós Kozma, ein früherer ungarischer Innen- und Verteidigungsminister und 1941 Regierungsbevollmächtigter in Karpato-Ruthenien, griff diesen Plan auf und erreichte dafür vom Reichsverweser Miklós Horthy, dem ungarischen Staatsoberhaupt, die Zustimmung. Das Kabinett unter Ministerpräsident László Bárdossy beschloss am 12. Juli 1941, diesen Plan umzusetzen. Ausführungsbestimmungen sahen vor, „die kürzlich eingesickerten polnischen und russischen Juden in möglichst großer Zahl und so schnell wie möglich“ zu deportieren. Die beschönigend „Repatriierung“ genannte Maßnahme sollte sich insbesondere auf Karpato-Ruthenien konzentrieren. Abschiebungsziel der von der Fremdenpolizei und örtlichen Behörden erfassten Juden war Ost-Galizien. Den Auftrag zur Durchführung des Deportationsplans erhielt Miklós Kozma.
Er ließ die Juden wie im Deportationsplan vorgesehen zunächst nach Kőrösmező, einem Ort an der ungarisch-ukrainischen Grenze, bringen. Sie durften nur die nötigsten Dinge, Verpflegung für drei Tage und maximal 30 Pengő mitnehmen. Um ihre Sorgen zu zerstreuen, wurde ihnen suggeriert, sie könnten die Wohnungen jener Juden übernehmen, die nach dem Überfall der Deutschen mit den sowjetischen Truppen ostwärts geflohen waren. Die Deportationen, die in Ungarn zum Teil bereits vor dem 12. Juli 1941 praktisch umgesetzt wurden, betrafen neben Flüchtlingen vielfach auch Juden, die schon lange in Ungarn lebten – nicht nur in Karpato-Ruthenien, sondern beispielsweise auch in Siebenbürgen, am Balaton oder im Komitat Pest-Pilis-Solt-Kiskun. Auch Roma wurden Opfer solcher Deportationen.
Vom Sammelpunkt Kőrösmező wurden die Juden täglich in Gruppen von rund 1000 Personen nach Kolomyja in Süd-Galizien transportiert, das sich noch unter ungarischer Militärhoheit befand. Bis zum 10. August 1941 sammelten sich dort rund 14.000 Juden, bis Ende August erhöhte sich diese Zahl um weitere 4000. Im gleichen Zeitraum trieben ungarische Einheiten die Ankömmlinge in Gruppen zu je 300 bis 400 Personen von Kolomyja aus über den Dnister in eine von deutschem Militär verwaltete Gegend und untersagten ihnen unter Androhung von Waffengewalt die Rückkehr nach Ungarn. Ukrainische Milizen beraubten die Deportierten vielfach ihrer letzten Wertsachen. Die Vertriebenen sollten sich nach Kamenez-Podolsk, Butschatsch, Tschortkiw oder Stanislawiw wenden.
Die meisten aus Ungarn vertriebenen Juden sammelten sich in Kamenez-Podolsk (Süd-Podolien). Dort hatten 1939 knapp 14.000 Juden gelebt (gut 38 Prozent der Bevölkerung), von denen seit 22. Juni 1941 etwa 4000 bis 5000 vor den Deutschen weiter ostwärts flohen. Aus Ungarn und dem ungarisch besetzten Teil Südgaliziens vertriebene Juden erhöhten den jüdischen Anteil der Einwohnerzahl jedoch wieder. Daher fanden die deutschen und ungarischen Truppen bei ihrer Ankunft in der Stadt am 11. Juli 1941 dort etwa 12.000 bis 14.000 Juden vor. Diese Zahl verdoppelte sich durch den weiteren Zustrom bis Ende August 1941 auf rund 26.000.

### Verabredung der Massenexekution

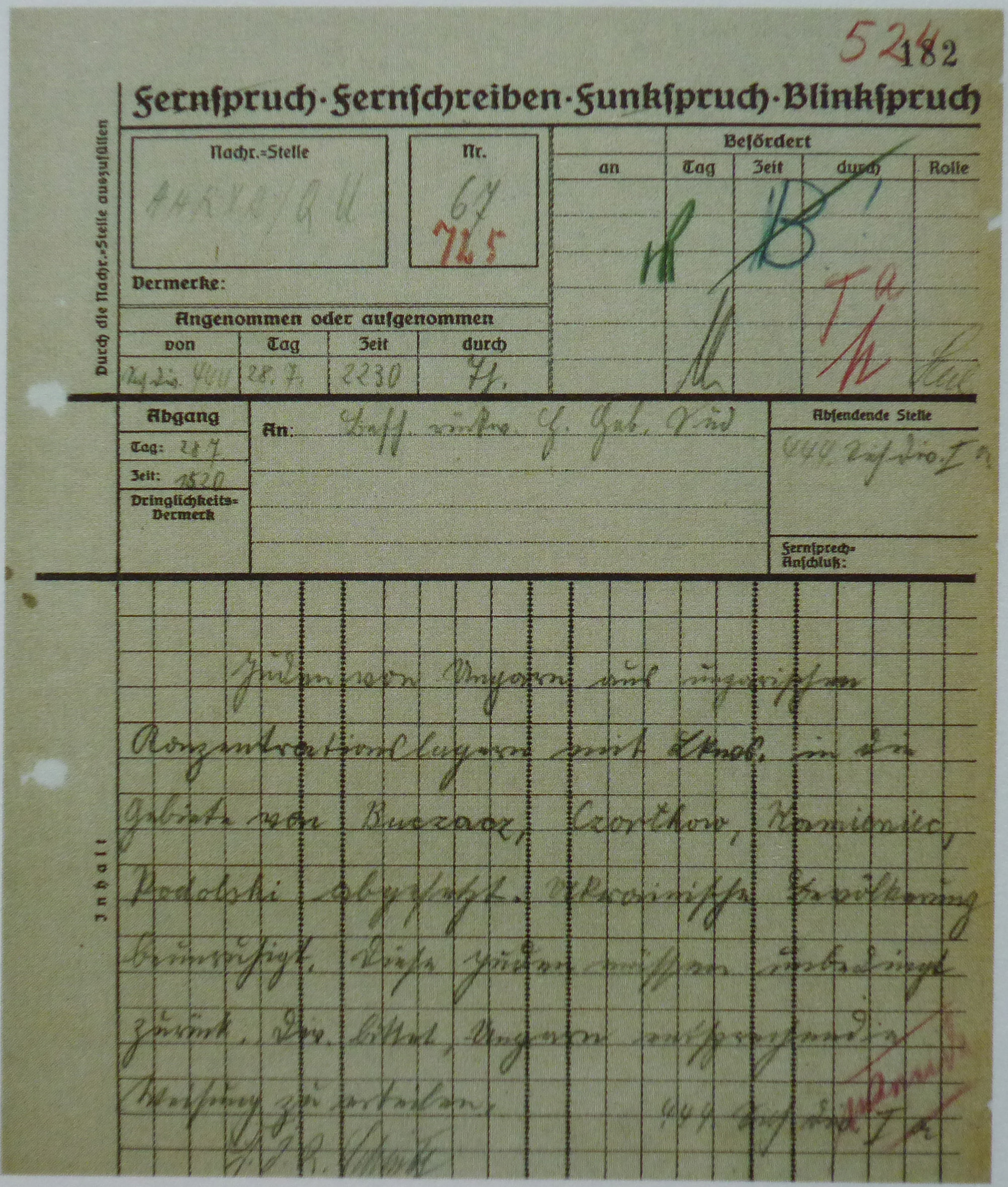
Fernschreiben der Sicherungsdivision 444/Ia an den Befehlshaber des rückwärtigen Heeresgebietes Süd, Karl von Roques, vom 28. Juli 1941:
„Juden von Ungarn aus ungarischen Konzentrationslagern mit Lkws. in die Gebiete Buczacz, Czortkow, Kamieniec, Podolski abgesetzt. Ukrainische Bevölkerung beunruhigt. Diese Juden müssen unbedingt zurück. Div. [Sich.Div. 444] bittet, Ungarn entsprechende Weisung zu erteilen.“

Die Deutschen waren auf den Zustrom der nach Südgalizien deportierten Juden nicht vorbereitet. Die für die „Judenfrage“ zuständige Abteilung VII der regional verantwortlichen Wehrmachtsfeldkommandantur 183 betonte bereits am 31. Juli und erneut Mitte August 1941, die Juden könnten nicht ernährt werden und es bestehe Seuchengefahr; ihre Rückführung nach Ungarn sei daher erforderlich. Ernährungsprobleme der Zivilbevölkerung hatte die Wehrmachtsführung jedoch in den Kriegsplanungen einkalkuliert (→ Hungerplan). Sie sorgte sich eher um die Sicherheit der ausgedehnten Nachschubwege, auch für die schon anvisierte Schlacht um Kiew. Wehrmachtsoffiziere hielten die Sicherheitslage im rückwärtigen Heeresgebiet unter anderem deswegen für prekär, weil mit dem Polizeibataillon 320 in Podolien und Wolhynien für mehrere Wochen nur eine einzige Polizeieinheit zur Verfügung stand. Hinzu kam, dass zum 1. September 1941 das Reichskommissariat Ukraine eingerichtet sein sollte und die Militärverwaltung das nach ihren Vorstellungen geordnete Gebiet dann an die zivilen Stellen übergeben wollte.
Der ranghöchste Polizeifunktionär vor Ort, der Höhere SS- und Polizeiführer Russland-Süd Friedrich Jeckeln, formulierte angesichts dieser Lage den Gedanken, man könne die Juden ermorden. Er ließ am 25. August 1941 auf einer Konferenz im Hauptquartier des Generalquartiermeisters im Oberkommando des Heeres, Eduard Wagner, ausrichten, dass er handeln werde:

„Major Wagner erläuterte […]. Bei Kamenetz-Podolsk hätten die Ungarn etwa 11.000 Juden über die Grenze geschoben. In den bisherigen Verhandlungen sei es noch nicht gelungen, die Rücknahme dieser Juden zu erreichen. Der Höhere SS- und Polizeiführer (SS-Obergruppenführer Jeckeln) hoffe jedoch, die Liquidation dieser Juden bis zum 1.9.1941 durchgeführt zu haben. […]“

Die Konferenz fand Klaus-Michael Mallmann zufolge wahrscheinlich in Bartenstein statt, nicht wie früher angenommen in Winniza. Die Teilnehmer blieben trotz der deutlichen Ankündigung ungerührt und erörterten das Vorhaben nicht weiter. Laut Konferenzprotokoll verabredeten folgende Personen das Massaker:
- Hans Georg Schmidt von Altenstadt als Leiter der Abteilung Kriegsverwaltung beim Generalquartiermeister
- Justus Danckwerts als Leiter der Abteilung V „Verwaltung“ der Abteilung Kriegsverwaltung beim Generalquartiermeister und politischer Berater von Hans Georg Schmidt von Altenstadt
- Walter Labs als Vertreter des Reichsministeriums für die besetzten Ostgebiete (RMfdbO).
- Otto Bräutigam als Vertreter des RMfdbO
- Paul Dargel als Vertreter von Erich Koch, designierter Reichskommissar im Reichskommissariat Ukraine
- „Major Wagner“[26]
- Ernst-Anton von Krosigk als Chef des Stabes von Karl von Roques, dem Befehlshaber des Rückwärtigen Heeresgebietes Süd.

Als weitere mögliche Teilnehmer gelten zudem:
- Eduard Wagner, Generalquartiermeister[27]
- Ernst von Krause als Chef des Stabes des Wehrmachtbefehlshabers Ukraine[28]
- Weitere, namentlich nicht genannte Mitarbeiter des Generalquartiermeisters.[29]

Jeckeln konnte den Massenmord auch deswegen vorschlagen, weil er wusste, dass die führenden Militärs in der Heeresgruppe Süd „samt und sonders bekennende Antisemiten“ waren. Das rassistische Schlagwort vom „jüdischen Bolschewismus“ war bei ihnen fest verankert. Juden galten als Träger der bolschewistischen Ideologie und darum als Sicherheitsrisiko und Feinde. Karl von Roques, Befehlshaber des Rückwärtigen Heeresgebietes Süd, dem Jeckeln zugeordnet war, bildete hier keine Ausnahme. Zu Jeckeln hatte er offenbar ein harmonisches Verhältnis. Unstimmigkeiten oder ernsthafte Auseinandersetzungen zwischen den beiden sind nicht bekannt. Berichte der Abteilung Ic („Feindaufklärung und Abwehr; geistige Betreuung“) des Befehlshabers im rückwärtigen Heeresgebiet Süd betonten ihre reibungslose Zusammenarbeit.
Jeckeln selbst war ein radikaler Antisemit. Sein Wille, immer größere Gruppen von Juden unterschiedslos umzubringen, mag durch einen Wettbewerb um hohe Mordquoten angestachelt worden sein. Die britische Abwehr schlussfolgerte jedenfalls aus dekodierten Funksprüchen mit Angaben über Opferzahlen: „Die Führer der drei Gebiete [die HSSPF] wetteifern anscheinend um die ‚besten‘ Ergebnisse.“ Erich von dem Bach-Zelewski, der HSSPF Russland-Mitte, hatte aufgrund des deutlich rascheren Vormarsches der Heeresgruppe Mitte weitaus höhere Zahlen melden können als Jeckeln. Hinzu kam, dass Heinrich Himmler mit den Leistungen Jeckelns unzufrieden war. Der Reichsführer SS reagierte ungehalten auf den schleppenden Eingang von Jeckelns Einsatzmeldungen. Himmlers Adjutant Werner Grothmann mahnte am 11. August beim HSSPF Russland-Süd einen umgehenden Lagebericht sowie eine Darlegung der durchgeführten und der für die nächsten Tage geplanten Maßnahmen an. Bereits am 12. August 1941 stellte sich Jeckeln bei Himmler ein und rapportierte. Himmler zeigte sich dabei „sehr ungehalten“ über Jeckelns Vorgehen, das immer noch zu wünschen übrig lasse.

### Anfänge des Holocaust in der Ukraine
Wehrmacht, SS und Ordnungspolizei verfügten bis Ende August 1941 bei der Ermordung von Juden in der Ukraine bereits über einige Erfahrung. Auch hier galten der Kommissarbefehl und die Vorgabe, die Juden unter den sowjetischen Funktionären zu liquidieren. Bereits nach wenigen Kriegstagen erweiterten die Täter den Kreis der Mordopfer unter den sowjetischen Juden und gingen mehr und mehr dazu über, nur noch jene Juden zu schonen, deren Ausbildung ihnen nützlich schien, wie Ärzte, Handwerker oder Facharbeiter. Den Kommandoführern der Einsatzgruppe C wurde in den ersten Augustwochen mitgeteilt, dass von jetzt an grundsätzlich auch Frauen und Kinder zu erschießen seien.
In der Ukraine fanden zwischen dem 22. Juni und dem 25. August 1941 viele Massenerschießungen von Juden statt. Dreistellige, teilweise auch niedrige vierstellige Opferzahlen erreichten solche Massenverbrechen unter anderem in Czernowitz, Dobromyl, Dubno, Kowel, Lemberg, Ljuboml, Luzk, Riwne, Schepetiwka, Schytomyr, Sokal, Solotschiw und Tarnopol.

## Konkrete Tatumstände

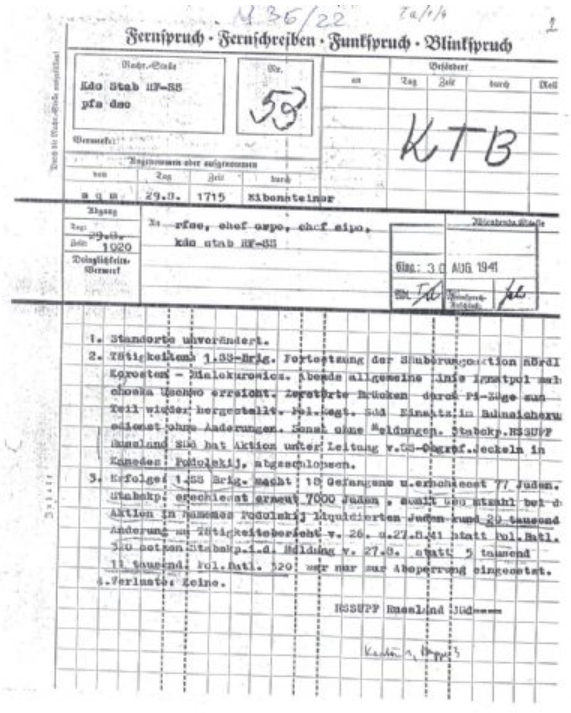
Fernschreiben Jeckelns vom 29. August 1941:
„[…] Tätigkeiten […] Stabskp. HSSPF Russland Süd hat Aktion unter Leitung v. SS-Obergruf. Jeckeln in Kamenez Podolskij, abgeschlossen. […]
Erfolge: […] Stabskp. erschiesst erneut 7000 Juden, somit Gesamtzahl bei der Aktion in Kamenez Podolskij liquidierten Juden rund 20 tausend. Änderung zu Tätigkeitsbericht v. 26. und 27.8.41 statt Pol.Batl. 320 setzen Stabskp. i.d. Meldung v. 27.8. statt 5 tausend 11 tausend. Pol.Batl. 320 war nur zur Absperrung eingesetzt. […]“

### Tatzeit, Tatort, Technik
Die Angaben zur Tatzeit sind nicht einheitlich. Die entsprechenden Meldungen über die Zahl der Opfer sind von Jeckeln jeweils am frühen Vormittag des 27., 28. und 29. August 1941 abgesetzt worden. Nach Klaus Mallmann beziehen sie sich darum höchstwahrscheinlich immer auf den Vortag. Einige Historiker folgen ihm hier. Andere notieren, die Tat sei am 27. und 28. August, vom 27. bis zum 29. August beziehungsweise vom 28. bis 31. August 1941 begangen worden.
Den Juden wurde mitgeteilt, dass sie die Stadt zu räumen hätten und umgesiedelt würden. In langen Marschkolonnen wurden sie aus der Stadt hinausgeführt. Ziel war eine von Bombentrichtern gezeichnete, hügelige Fläche außerhalb der Stadt, anscheinend einige Kilometer nördlich und nahe einem ehemaligen Munitionsdepot der Roten Armee gelegen.
Ordnungspolizisten bildeten am Tatort ein Spalier, durch das die Opfer laufen mussten. Wertsachen waren abzugeben. Einige Juden wurden genötigt, sich zu entkleiden. Anschließend mussten sie in die Krater und vorab ausgehobenen Gräben hinab, um sich auf den Boden oder auf die Leichen derer zu legen, die vor ihnen umgebracht worden waren. Ihre Exekution erfolgte per Kopfschuss aus Maschinenpistolen. Einige Opfer wurden im Stehen erschossen. Viele wurden noch lebend begraben.

### Tatnahe Täter
Jeckeln war während der Erschießungen anwesend und beobachtete das Geschehen von einer Anhöhe aus. Er befehligte die Schützen und soll die Erschießung der Juden vor Ort mit einer Rede gerechtfertigt haben.
Zu den Tätern gehörten enge Mitarbeiter Jeckelns, die er in seinen Meldungen über die Opferzahlen als „Sonderaktionsstab“ oder „Einsatzgruppe der Stabskompanie“ bezeichnete. Dazu gehörten zum einen die Mitglieder seiner Leibgarde, mit denen er großenteils schon seit Jahren zusammenarbeitete, zum anderen rund 50 bis 60 Mitglieder seines Stabes aus SS und Polizei mit verschiedenen Offiziers- und Mannschaftsdienstgraden. Sie bildeten damals noch keine feste Stabskompanie, sondern wurden von Jeckeln fallweise für „Judenaktionen“ zusammengestellt. Möglicherweise wirkte außerdem ein Wachzug des HSSPF an den Erschießungen mit, der aus dem zum Polizeiregiment Süd gehörenden Reserve-Polizeibataillon 45 stammte und vielfach an Ermordungen von Juden teilnahm.
Täter kamen auch aus dem Polizeibataillon 320, das im Februar 1941 in Berlin-Spandau aufgestellt worden war. Es umfasste drei Kompanien, den Bataillonsstab sowie eine Kraftfahrstaffel. Berufspolizisten besetzten die Schaltstellen des Bataillons; Freiwillige, zumeist im Alter von ungefähr 30 Jahren, bildeten die Mannschaften. Nach dem deutschen Überfall auf die Sowjetunion war es Ende Juni 1941 zunächst ins polnische Jasło, von dort aus Mitte August über Przemyśl, Lemberg und Tarnopol nach Proskurow verlegt worden. Hier wurde es Jeckeln als Einheit „zur besonderen Verwendung“ unterstellt. Angehörige der 1. Kompanie unter Hauptmann Alfred Weber und der 2. Kompanie unter Hauptmann Hans Wiemer führten die Juden aus Kamenez-Podolsk zum Erschießungsort. Dort übernahmen sie Absperraufgaben. Die 3. Kompanie unter Hauptmann Heinrich Scharwey erreichte den Tatort am 28. August 1941, auch ihre Mitglieder nahmen an Absperrungen und Erschießungen teil.
Nach späteren Ermittlungsergebnissen gehörten rund 30 Männer der SS und des SD sowie 12 Angehörige des Polizeibataillons 320 aus allen drei Kompanien zu den Schützen. Ein Angehöriger der 3. Kompanie des Polizeibataillons 320 berief sich auf die Haager Landkriegsordnung und ließ sich von der Aktion durch Scharwey befreien. Einige Historiker nehmen an, dass sich auch Ungarn und Ukrainer an den Erschießungen beteiligten. Andere bezweifeln zumindest die Beteiligung ungarischer Soldaten. Auch die Teilnahme ukrainischer Milizen an den Erschießungen gilt als unwahrscheinlich, da deutsche Täter später keine entsprechenden Aussagen machten.

### Opfer
Das Massaker von Kamenez-Podolsk war laut der von Jeckeln am 30. August 1941 genannten Opferzahl von 23.600 der bis dahin größte nationalsozialistische Massenmord an sowjetischen Juden seit Kriegsbeginn. Er betraf zudem erstmals unterschiedslos alle Juden einer Region, ohne Rücksicht auf ihr Alter und Geschlecht, nicht nur bestimmte politische Funktionsträger.
Die Täter erschossen nicht nur die etwa 14.000 bis 16.000 zuvor aus Ungarn deportierten Juden, sondern auch etwa 8000 bis 9000 (zwei Drittel) der jüdischen Bürger von Kamenez-Podolsk und einigen umliegenden Ortschaften. 4800 bis 5000 Juden überlebten die Tage des Massakers. Sie wurden ghettoisiert. Als das Ghetto zwischen August und November 1942 aufgelöst wurde, wurden seine Bewohner ebenfalls ermordet.

### Mitwisser und Zeugen
Wehrmachtsoffiziere aus dem Stab von Karl von Roques sahen auf Einladung Jeckelns beim Massaker zu. Ernst-Anton von Krosigk informierte das Kommando der Heeresgruppe Süd am 2. September 1941 über die Zahl der Ermordeten. Debatten oder Proteste vermerkt das entsprechende Protokoll nicht. Der britische Geheimdienst, der den deutschen Polizeifunk abhörte, erfuhr dadurch offenbar ebenfalls über dieses Massaker und seine Ausmaße. Mitarbeiter der Außerordentlichen Staatlichen Kommission der Sowjetunion (auch Schwernik-Kommission genannt), die ab Ende 1942 die Verbrechen der „deutsch-faschistischen Eindringlinge und ihrer Komplizen“ erfassten und untersuchten, befragten Zeugen des Massakers und protokollierten ihre Aussagen dazu.
Nur wenige Juden überlebten trotz Tatortnähe das Massaker, darunter Lajos Stern, ein Schwager von Joel Brand. Er floh zurück nach Ungarn und wurde dort Mitglied einer Delegation des Wohlfahrtsbüros der ungarischen Juden (Magyar Izraeliták Pártfogó Irodája – MIPI), die Ferenc Keresztes-Fischer, den damaligen Innenminister Ungarns, detailliert über das Massaker informierte. Bina Tenenblat wurde als jüdisches Kind Augenzeuge des Massakers und berichtete Jahrzehnte später in einem Interview davon. Gyula Spitz, ein ungarischer Jude aus Budapest, der in der ungarischen Armee als Kraftfahrer diente und zeitweise in Kamenez-Podolsk stationiert war, konnte das Massaker heimlich während einer Fahrt durch die Stadt fotografieren. Die Aufnahmen befinden sich heute im Besitz des United States Holocaust Memorial Museum. Ein weiterer Fahrer der ungarischen Armee jüdischer Herkunft, Gabor Mermelstein, wurde ebenfalls Augenzeuge der Erschießungen und berichtete darüber.

### Verwischen der Spuren
Bei der von SS-Standartenführer Paul Blobel geleiteten „Sonderaktion 1005“ zur Vertuschung des Holocausts wurden seit Mitte August 1943 in der Ukraine Massengräber jüdischer Opfer ausgehoben. Das Sonderkommando 1005 A traf im Februar 1944 in Kamenez-Podolsk ein, um dort die Exhumierung und Verbrennung von Leichen durchzuführen. Für diese Arbeiten blieb wenig Zeit; die Eroberung des Gebietes durch die Rote Armee am 26. März 1944 setzte allen Vertuschungsversuchen ein Ende.

## Folgen

### Zeitgenössische Reaktionen
Der ungarische Innenminister Keresztes-Fischer war durch Berichte über die Massenerschießungen in Kamenez-Podolsk schockiert. Seine Intervention bei der ungarischen Fremdenpolizei führte zum Stopp weiterer, bereits angelaufener Deportationen. Ungarische Liberale unterstützten seine ablehnende Haltung. Scharfe Kritik an den Deportationen übten vor allem Endre Bajcsy-Zsilinszky, Margit Slachta sowie der rechtsliberale Anwalt und Politiker Károly Rassay. Die politisch reglementierte Presse Ungarns schwieg sich über das Massaker aus.
Nach kurzer Zeit versuchte die ungarische Regierung, die Deportationen wieder aufzunehmen. Im November 1941 musste Premier Bárdossy dem ungarischen Parlament jedoch mitteilen, dass das Deutsche Reich davor gewarnt habe, solche Abschiebungen fortzusetzen. Gegen einen nochmaligen Abschiebeversuch ungarischer Stellen Ende 1942 intervenierte Himmler persönlich, sodass weitere Vertreibungen unterblieben.
Die Londoner Zeitung The Jewish Chronicle berichtete am 24. Oktober 1941 auf ihrer Titelseite unter der Schlagzeile Ghastly Pogroms in Ukraine („Grauenhafte Pogrome in der Ukraine“) über die Massenmorde in Kamenez-Podolsk. Der Bericht bezog sich dazu auf Aussagen ungarischer Offiziere über die Ermordung von 15.000 Juden, die zuvor aus Ungarn nach Galizien deportiert worden seien. Die Redaktion kommentierte den Bericht nicht, möglicherweise weil die Meldungen unbestätigt waren.
Am 26. Oktober 1941 berichtete die New York Times über ein Massaker „deutscher Soldaten“ und „ukrainischer Banditen“ an galizischen Juden und jüdischen Deportierten aus Ungarn mit 8000 bis 15.000 Opfern. In Briefen aus Galizien an Empfänger in Ungarn sei von diesem Verbrechen berichtet worden, ebenso durch ungarische Offiziere, die Augenzeugen gewesen seien. Der Bericht nannte die Region Kamenez-Podolsk als Tatort sowie den 27. und 28. August als Tatzeit.
Anfang Januar 1942 ging der sowjetische Außenminister Wjatscheslaw Molotow in einer Note, über die die sowjetische Presse berichtete, unter anderem auf das Massaker von Kamenez-Podolsk ein. Die Informationen seien zwar bruchstückhaft, dennoch handele es sich bei den Opfern dort und in weiteren ukrainischen Städten überwiegend um wehrlose jüdische Angehörige der Arbeiterklasse. Hier – wie häufig in der gesamten Kriegszeit – vermieden es die sowjetischen Politiker und Medienberichte, die Bedeutung des Vernichtungsantisemitismus zu unterstreichen, dessen Opfer die europäischen Juden wurden. Stattdessen propagierten sie, die Leidtragenden der deutschen Vernichtungspolitik seien die slawischen Völker.

### Strafverfolgung

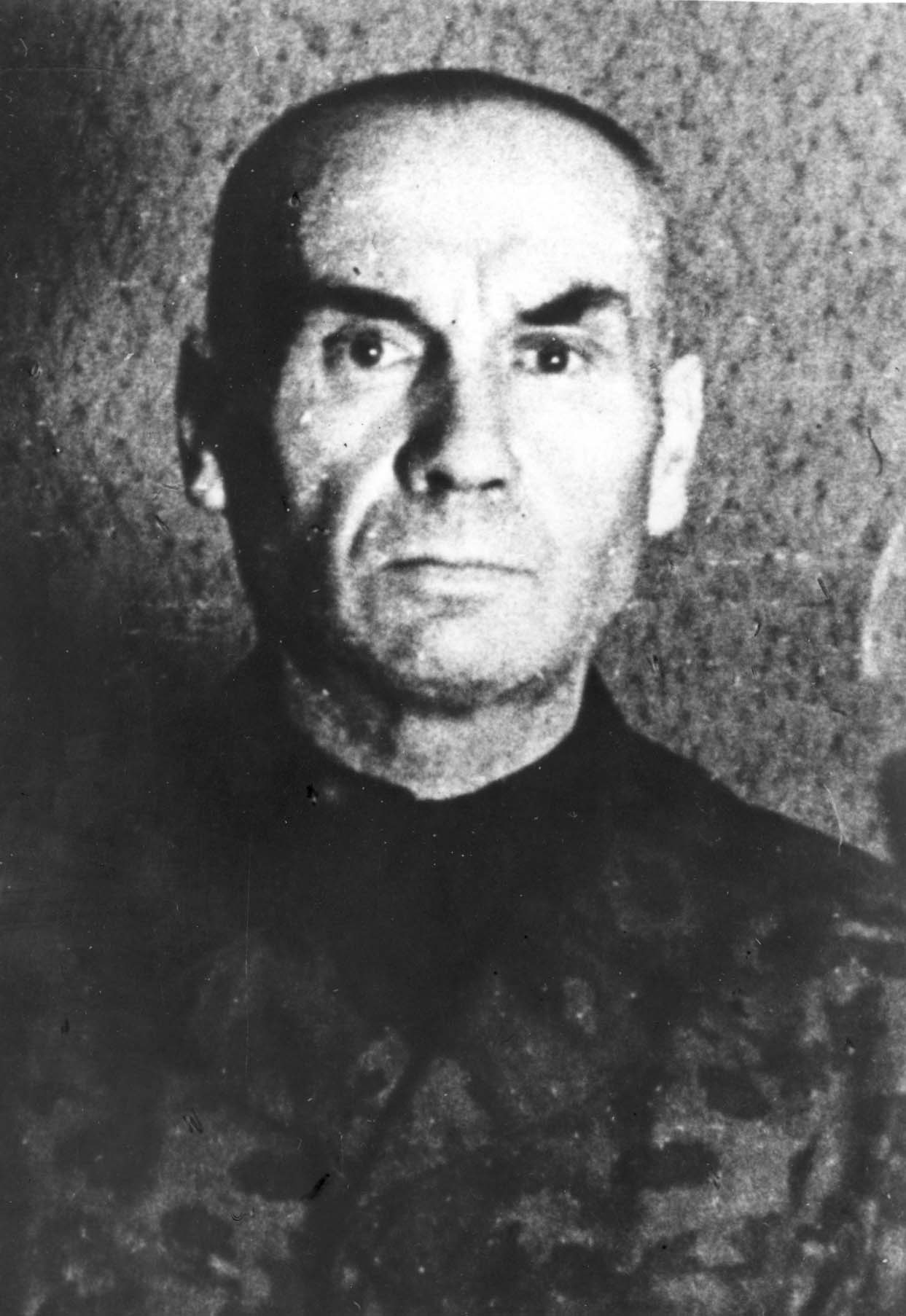
Friedrich Jeckeln in sowjetischem Gewahrsam

Bei Kriegsende geriet Jeckeln in Gefangenschaft der Roten Armee und wurde zusammen mit anderen hochrangigen Offizieren in Riga vor ein sowjetisches Kriegsgericht gestellt. Im Wesentlichen ging es in diesem Prozess um Verbrechen im Reichskommissariat Ostland, einem weiteren Wirkungsfeld Jeckelns. In den vorherigen Vernehmungen hatte er bereits seine Verantwortung für die Ermordung Hunderttausender Juden in der Ukraine gestanden. Am 3. Februar 1946 wurde Jeckeln zusammen mit den anderen Angeklagten zum Tode verurteilt und im Beisein von mehreren Tausend Soldaten und Zivilisten noch am selben Tag in Riga gehängt.
Im Nachkriegsungarn führten Volkstribunale Gerichtsverfahren gegen jene, die in den vorangegangenen Jahren politisch motivierte Verbrechen begangen hatten. Der erste wichtige Prozess begann am 29. Oktober 1945. Angeklagt war Ex-Premier Bárdossy, in dessen Amtszeit Ungarn an der Seite des Deutschen Reiches die Sowjetunion überfallen hatte. Die Anklage warf ihm auch die Verantwortung für das Massaker von Kamenez-Podolsk vor. Am 3. November 1945 erging das Todesurteil. Ein Revisionsverfahren und ein Gnadengesuch wurden abgelehnt, Bárdossy wurde am 10. Januar 1946 durch ein Erschießungskommando hingerichtet.
Ámon Pásztóy leitete bis zum 1. Juli 1941 die ungarische Fremdenpolizei. Anschließend fungierte er als Abteilungsleiter im Bereich Innere Sicherheit Sektion VII des Innenministeriums. In diesen Funktionen hatte er die administrativen Vorbereitungen der Deportation „fremder“ Juden vorangetrieben. Im Sommer 1945 wurde er verhaftet und im Januar 1946 aus unbekannten Gründen entlassen. 24 Monate später wurde er erneut inhaftiert. Ein Volkstribunal verurteilte ihn wegen des Massakers von Kamenez-Podolsk zum Tod durch den Strang. Das Urteil, das von der zuständigen Revisionsinstanz zuvor bestätigt wurde, wurde am 10. August 1949 vollstreckt. Sándor Siménfalvy, ein weiterer ranghoher Funktionär der Fremdenpolizei, wurde 1945 verhaftet. Ein Gericht verurteilte ihn aufgrund seiner Rolle bei den Deportationen zu fünf Jahren Haft.
Mitglieder des Polizeibataillons 320 waren an der Ermordung von 66.719 Juden beteiligt, leisteten Hilfsdienste bei Erschießungen oder wirkten an der Verbringung von Juden in Vernichtungslager mit. Beamte der Zentralstelle im Lande Nordrhein-Westfalen für die Bearbeitung von nationalsozialistischen Massenverbrechen bei der Staatsanwaltschaft Dortmund ermittelten ab 1961 gegen sie und vernahmen etwa 131 davon, vor allem wegen der Massenerschießungen in der Ukraine von 1941. Im Mittelpunkt der staatsanwaltlichen Nachforschungen stand Hans Wiemer, seinerzeit Chef der 2. Kompanie. Heinrich Scharwey, vormals Hauptmann der 3. Kompanie, nahm sich während der Ermittlungen das Leben. Er hatte die Massenmorde Ende August 1941 vor seiner Kompanie in einer politischen Ansprache gerechtfertigt.
Die Dortmunder Ermittler kamen jedoch zu dem Ergebnis, dass das Bataillon bei den Erschießungen im Wesentlichen nur Absperrdienste übernommen habe. Beamte der Zentralen Stelle der Landesjustizverwaltungen zur Aufklärung nationalsozialistischer Verbrechen in Ludwigsburg widersprachen nachdrücklich, konnten sich aber nicht durchsetzen. Die Dortmunder Staatsanwaltschaft stellte Anfang 1962 ihre Ermittlungen gegen 362 frühere Angehörige des Bataillons und der mit ihm verbundenen, sogenannten Ostlandkompanie ein. Gegen 30 Beschuldigte setzte sie die Ermittlungen fort, legte den Schwerpunkt der Ermittlungsarbeit jedoch auf die Tätigkeiten des SD. Auch diese Ermittlungen wurden im Dezember 1962 mit der Begründung eingestellt, es habe Befehlsnotstand geherrscht. Trotz Einwänden der Zentralstelle Ludwigsburg schloss sich die Generalstaatsanwaltschaft Hamm den Dortmunder Beschlüssen an.
Diese Entscheidung bewegte sich im Rahmen des in Westdeutschland Üblichen, denn zu Gerichtsverfahren gegen Angehörige von Polizeibataillonen kam es nur in seltenen Fällen. Gegen Mitglieder aus Jeckelns Stab wurde ebenfalls ermittelt, ohne dass es zu einer Anklage kam.

### Gedenken
Nach Ende des Zweiten Weltkriegs versuchten die verbliebenen Juden von Kamenez-Podolsk mehrfach, an die im Holocaust Ermordeten zu erinnern. Eine für den fünften Jahrestag des Massakers im August 1946 geplante Gedenkveranstaltung verboten die sowjetischen Behörden. Im Juli 1948 wandten sich örtliche Juden erfolglos mit einer Petition an Nikolai Schwernik und Nikita Chruschtschow, damals Vorsitzender des Ministerrats der Ukrainischen Sowjetrepublik, um der ermordeten Juden öffentlich gedenken zu dürfen. Trotz dieser Rückschläge gelang es den Juden von Kamenez-Podolsk, in der Stadt und am Exekutionsort Denkmale zu errichten. Ein Gedenkstein befindet sich überdies im Holocaust Memorial Park von Brooklyn, New York City.

## Forschung

### Deutungen in Spezialuntersuchungen
Das Massaker von Kamenez-Podolsk blieb jahrzehntelang von der Forschung unbeachtet. Erst 1973 veröffentlichte der amerikanische Historiker Randolph L. Braham dazu eine Abhandlung in den Yad Vashem Studies. Sie ist nahezu unverändert in sein 1981 erschienenes zweibändiges Werk über die Vernichtung der Juden Ungarns eingegangen. Braham betrachtet das Geschehen als Vorspiel des Holocaust in Ungarn ab 1944.
Sein Kollege Klaus-Michael Mallmann veröffentlichte 2001 im Jahrbuch für Antisemitismusforschung einen Aufsatz zu den Geschehnissen von Kamenez-Podolsk. Darin hält er das Massaker für einen „qualitativen Sprung“ des nationalsozialistischen Judenmords. Erstmals seien in wenigen Tagen an einem Ort Juden in fünfstelliger Zahl ermordet worden, ohne Rücksicht auf Geschlecht, Alter und politische Präferenzen. Mallmann arbeitet ferner heraus, wer die Täter von Kamenez-Podolsk waren. Diese Täterschaft war zuvor vielfach fälschlich anderen Einheiten zugewiesen worden, beispielsweise der Einsatzgruppe C oder der Einsatzgruppe D. Zugleich betont er die Offenheit der Situation. Die Gestaltungsmöglichkeiten der deutschen Akteure vor Ort seien ganz unterschiedlich genutzt worden. Auffällig sei, dass die Einsatzgruppe D – vor ähnlichen Problemen stehend, weil Rumänien Tausende von Juden aus der Bukowina und aus Bessarabien über den Dnister ins deutsche Besatzungsgebiet deportiert hatte – ganz anders agierte. Sie trieb 27.500 dieser Juden wieder zurück; 1265 Juden wurden dabei erschossen. Nach Mallmann zeige das Massaker außerdem, dass der Weg zur totalen Vernichtung beschritten wurde, obwohl „(noch) kein umfassender ‚Führerbefehl‘ zur unterschiedslosen Tötung aller Juden existierte.“ Lokale Akteure hätten die Initiative ergriffen, hätten improvisiert und experimentiert, um einen bis dahin beispiellosen Vorgang ins Werk zu setzen. Es reiche nicht aus, bei der Suche nach den Gründen für die Vernichtungspolitik allein nach Berlin zu schauen. Der Blick müsse sich auch auf die Vorgänge im Osten des von den Deutschen beherrschten Raums richten und damit im Ganzen ein „System komplexer Interdependenz“ fokussieren.
Timothy Snyder erläutert unter anderem am Beispiel des Massakers von Kamenez-Podolsk die besondere Gefährdung von Juden, die vor ihrer Vernichtung nicht nur diskriminiert, sondern vom NS-Staat, seinen Vasallenstaaten oder Bündnispartnern zu Staatenlosen erklärt wurden. Ferner hebt er hervor, dass die hohe Opferzahl es rechtfertigte, von einer industriellen Tötung zu sprechen. Zudem sei es Jeckeln gelungen, bei den Mordtaten die gemeinsame Täterschaft von SS, regulären Polizeitruppen und Wehrmacht zu etablieren, ein „Triumvirat“, das während des gesamten Krieges halten sollte.

### Das Massaker in Überblicksdarstellungen zum Holocaust
In Übersichtsdarstellungen zum Holocaust wird das Massaker zwar regelmäßig, jedoch oft nur am Rande erwähnt, so 1961 mit nur einem kurzen Satz von Raul Hilberg. Peter Longerich stellte 1998 fest, das Massaker sei aus Mangel an Quellen bislang noch nicht angemessen dargestellt worden. Er interpretiert die Massenerschießung in Kamenez-Podolsk als den „Übergang zu einer Politik flächendeckender, systematischer Vernichtung der jüdischen Bevölkerung.“ Die neue Erfahrung, Zehntausende Opfer binnen weniger Tage beseitigen zu können, dürfte für die weitere Planung der systematischen „Endlösung“ in den besetzten Gebieten mitentscheidend gewesen sein. Saul Friedländer streift das Ereignis mit zwei längeren Sätzen. Christopher Browning und Jürgen Matthäus erwähnen das Massaker in ihrer Studie zur Genese des Holocaust ebenfalls; die „Schwelle zum Genozid“ sei mit dieser Tat „überschritten“ worden.
Wolfgang Benz geht in seiner Einführung zum Holocaust nicht auf das Ereignis ein, genauso wenig Frank McDonough und John Cochrane. In der sechsbändigen Aufsatzsammlung Holocaust. Critical Concepts in Historical Studies wird auf das Massaker mit einem Nebensatz hingewiesen. Im Aufsatzband The Routledge History of the Holocaust erstreckt sich die Darstellung des Massakers sowie der Vorgeschichte dagegen über eine halbe Seite.
Dieter Pohl spricht das Thema in seiner Einführung zum Holocaust kurz an und nennt es das „größte […] Massaker dieser Zeit“. In einer weiteren einführenden Darstellung zur nationalsozialistischen Praxis der Verfolgungen und Massenmorde handelt er das Massenverbrechen von Kamenez-Podolsk breiter ab. Er bezeichnete es als den „Wendepunkt in der ‚Endlösung‘“. Es habe Dimensionen wie das von Babyn Jar, das einen Monat später stattfand.

### Verhältnis von Wehrmacht, SS und Polizei
Klaus-Michael Mallmann betont die besondere Rolle, die dem HSSPF Russland-Süd, Friedrich Jeckeln, zukam. In Abstimmung und mit Billigung der führenden Wehrmachtsoffiziere habe er seinen groß dimensionierten Plan zur Ermordung der Juden in Kamenez-Podolsk umgesetzt. Die Aktion in Kamenez-Podolsk sei keineswegs hinter dem Rücken der regionalen Befehlshaber der Wehrmacht, sondern vor ihren Augen durchgeführt worden.
Das Verhältnis der bewaffneten Machtorgane spielt auch bei anderen Autoren eine Rolle. Dieter Pohl unterstellt ähnlich wie Mallmann ein Einvernehmen von Wehrmachtsführung und SS. Andrej Angrick betont hingegen, die Initiative zu diesem Verbrechen sei von der Wehrmacht ausgegangen. Jeckeln und seine Untergebenen seien „Erfüllungsgehilfen“ des Heeres gewesen. Ähnlich sieht es Yitzhak Arad: „Die deutsche Militärverwaltung entschied, die aus Ungarn deportierten Juden zu liquidieren.“ In einer Analyse der neu gefassten Wehrmachtsausstellung meldet der Politikwissenschaftler und Historiker Klaus Hesse Zweifel an der These an, die Sitzung vom 25. August 1941 sei eine entscheidende Besprechung im Vorwege des Massakers gewesen. Entsprechende Formulierungen in der Wehrmachtsausstellung seien von einem „konspirativen Duktus“ geprägt. Es sei ferner eine Überinterpretation des Sitzungsprotokolls, wenn Ausstellungstexte „‚die Wehrmacht‘ als aktiv verantwortlich für das Massaker von Kamenez-Podolsk“ belasten würden oder andeuteten, das Militär habe das Massaker gebilligt. Allein „die völlige Passivität der Wehrmachtsvertreter gegenüber dem Schicksal der jüdischen Opfer“ sei aus dem Protokoll ableitbar. Jörn Hasenclever nimmt eine vermittelnde Position ein: „Ob es Jeckeln war, der v. Roques den Mord vorschlug oder umgekehrt, lässt sich nicht mehr nachvollziehen.“ Bert Hoppe und Hildrun Glass vertreten die Ansicht, die Initiative für das Massaker sei von der örtlichen Feldkommandantur sowie Jeckeln ausgegangen.

## Anhang